# Adapazarı
Adapazarı é uma cidade e distrito do noroeste da Turquia, na região de Mármara, que é capital da província e área metropolitana de Sacaria. O distrito, que além da cidade tem também áreas rurais, tem 324 km² de área e em dezembro de 2021 tinha 280 214 habitantes (densidade: 864,9 hab./km²).
Entre as suas principais produções tradicionais destacam-se a seda, tabaco e artigos feitos em madeira de nogueira.